# Boursinidia fleissi
Boursinidia fleissi là một loài bướm đêm trong họ Noctuidae.